# Ambilobe
Ambilobe – miasto w północnej części Madagaskaru, w prowincji Antsiranana. Liczy 14 425 mieszkańców.
Przez miasto przepływa rzeka Mahavavy. Znajduje się przy drogach Route Nationale 6 oraz Route Nationale 5a.
W mieście znajduje się szkoła podstawowa, szkoła średnia oraz szpital. W rolnictwie pracuje 75% ludności czynnej zawodowo. Głównie uprawia się trzcinę cukrową, bawełnę, ryż i pomidory. W przemyśle pracuje 12% populacji, w rybołówstwie 10%, a w usługach 2%.
W Ambilobe urodził się Albert Zafy, prezydent Madagaskaru w latach 1993-1996.
W pobliżu miasta znajduje się port lotniczy Ambilobe.
Miasto znajduje się w strefie klimatu tropikalnego monsunowy.